# توفاة قرطاج

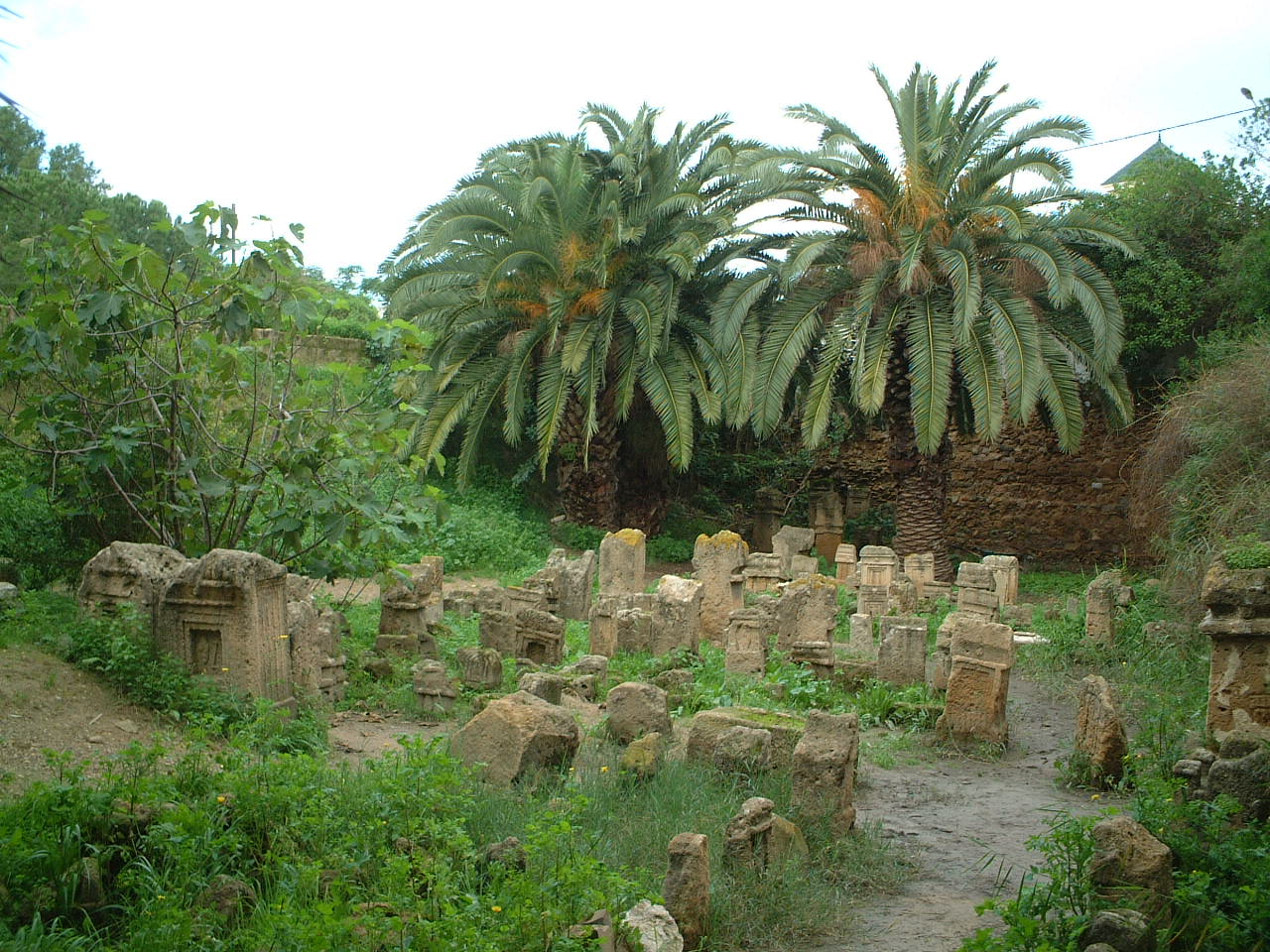
توفاة قرطاج

موقع توفاة قرطاج من الموقع الأثري بقرطاج

توفاة قرطاج أو توفاة صلامبو (بالفرنسية: tophet de Salammbô أو tophet de Carthage)‏ مكان مقدس قديم يقع في حي صلامبو من قرطاج، كان القرطاجيون يقيمون فيه الطقوس الدينية للآلهة تانيت وبعل، وهو يحوي العديد من مقابر الأولاد الذين قدموا كقرابين أو دفنوا، حسب التفاسير، في ذلك المكان.